# 서아프리카 에볼라 유행 감염 및 사망자 통계
2014년 3월, 세계보건기구(WHO)는 서아프리카 기니에서 심각한 에볼라 출혈열 발생 사태가 벌어졌다고 발표했다. 이후 병은 이웃 나라 라이베리아, 시에라리온으로 빠르게 퍼졌으며, 그 너머 세네갈, 나이지리아, 말리에도 앞선 세 나라만큼 심각하지는 않지만 감염자를 발생시켰다. 이번 에볼라 유행은 에볼라 발견 이래 최대 규모의 유행이며, 서아프리카 지역 최초의 에볼라 유행이다.

## 자료 출처
- 세계보건기구 긴급대응반(World Health Organization Global Alert and Response Unit)[Resource 1]
- 세계보건기구 아프리카 지국(Regional Office for Africa)[Resource 2]
- 모든 숫자들은 국제연합 인도주의 업무 조정국(OCHA)의 자료[Resource 3]가 확보되어 있다면 OCHA 자료와 짝지어 상관관계 분석.
- 모든 보고는 감염 당사국들의 보건 관련 정부부처에서 발표한 공식 정보에 기반함. WHO는 정부부처들이 발표한 숫자가 상황의 심각성을 매우 과소평가하고 있으며, 실제 수치는 공식 발표의 3배 정도 될 것이라 발언한 바 있음.[2][3]

## 그래프

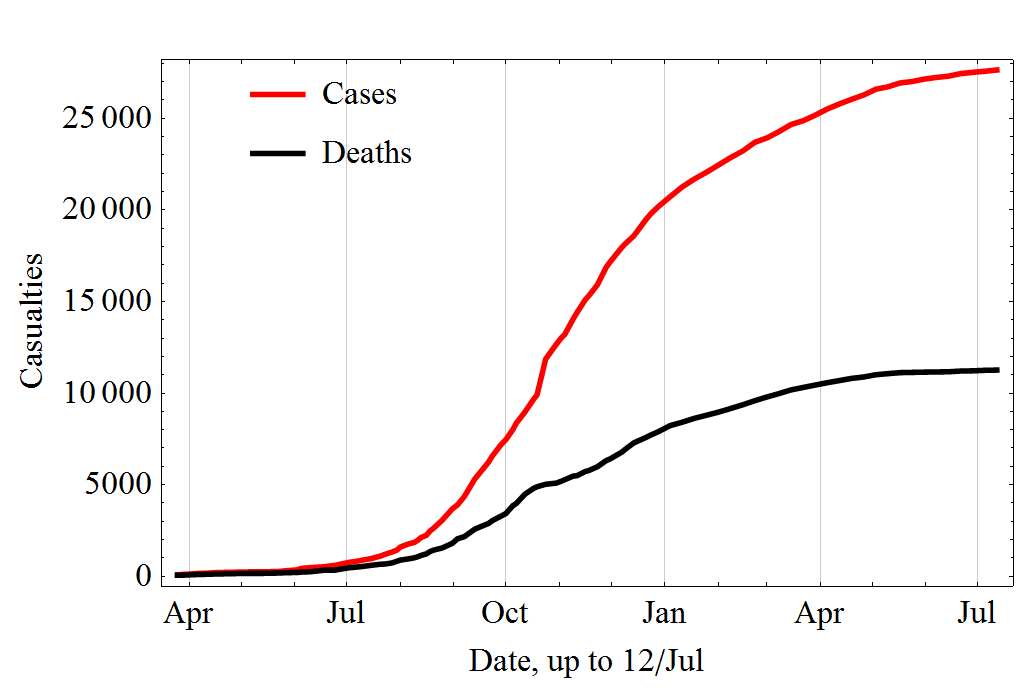
시간에 따른 총 감염자(붉은색) 및 사망자(검은색) 누적
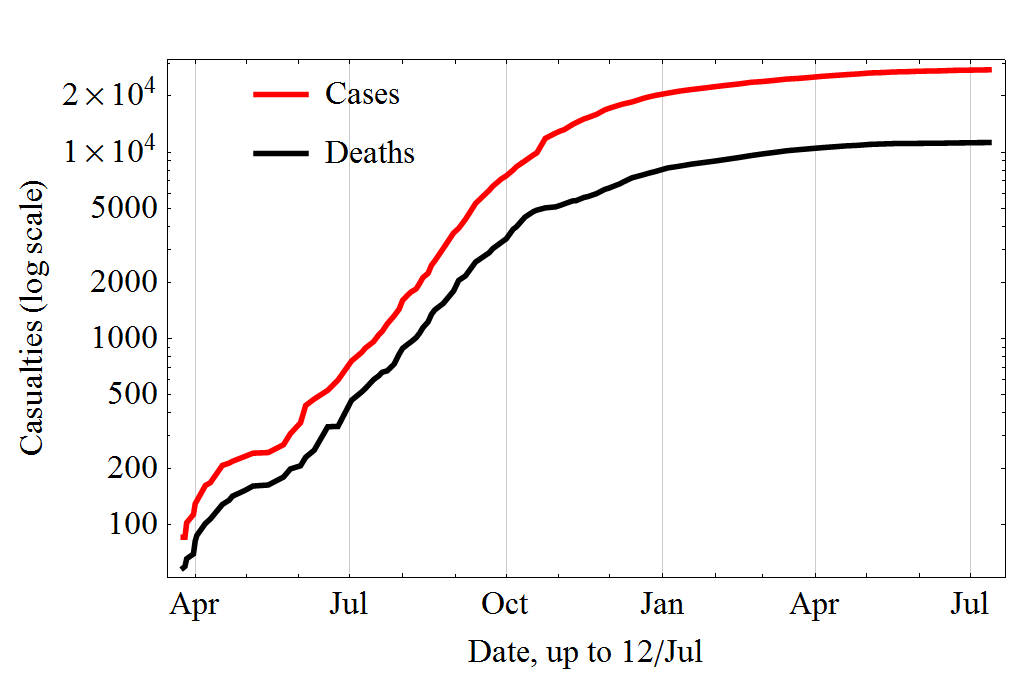
대수 눈금으로 그린 감염자 및 사망자 누적 그래프
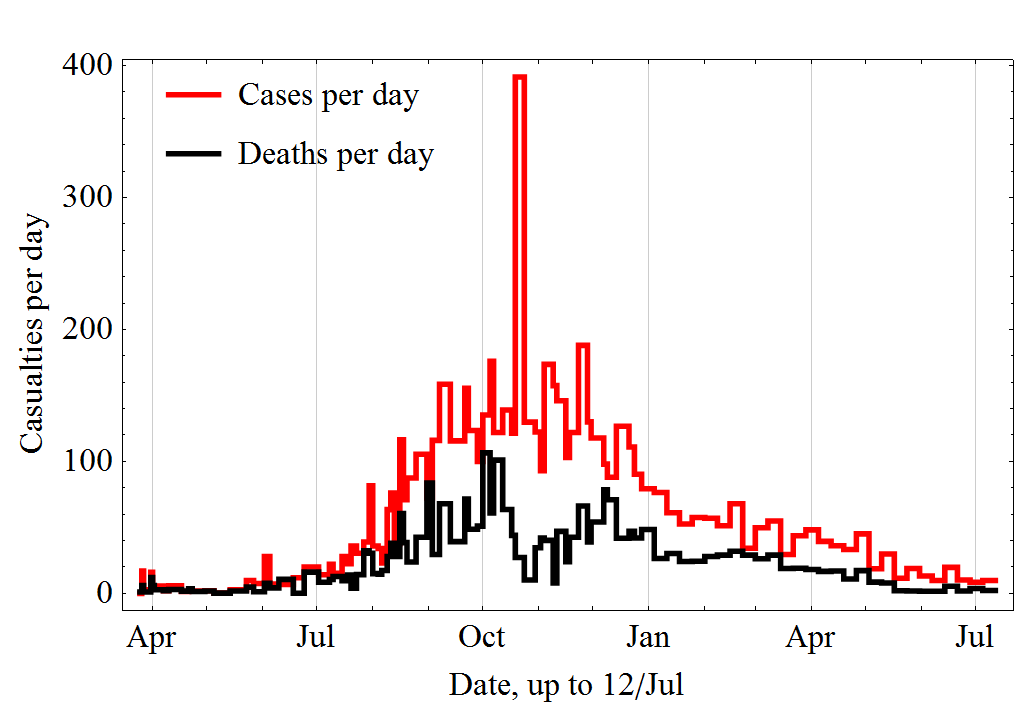
선형 눈금으로 그린 하루당 감염자 및 사망자 수치
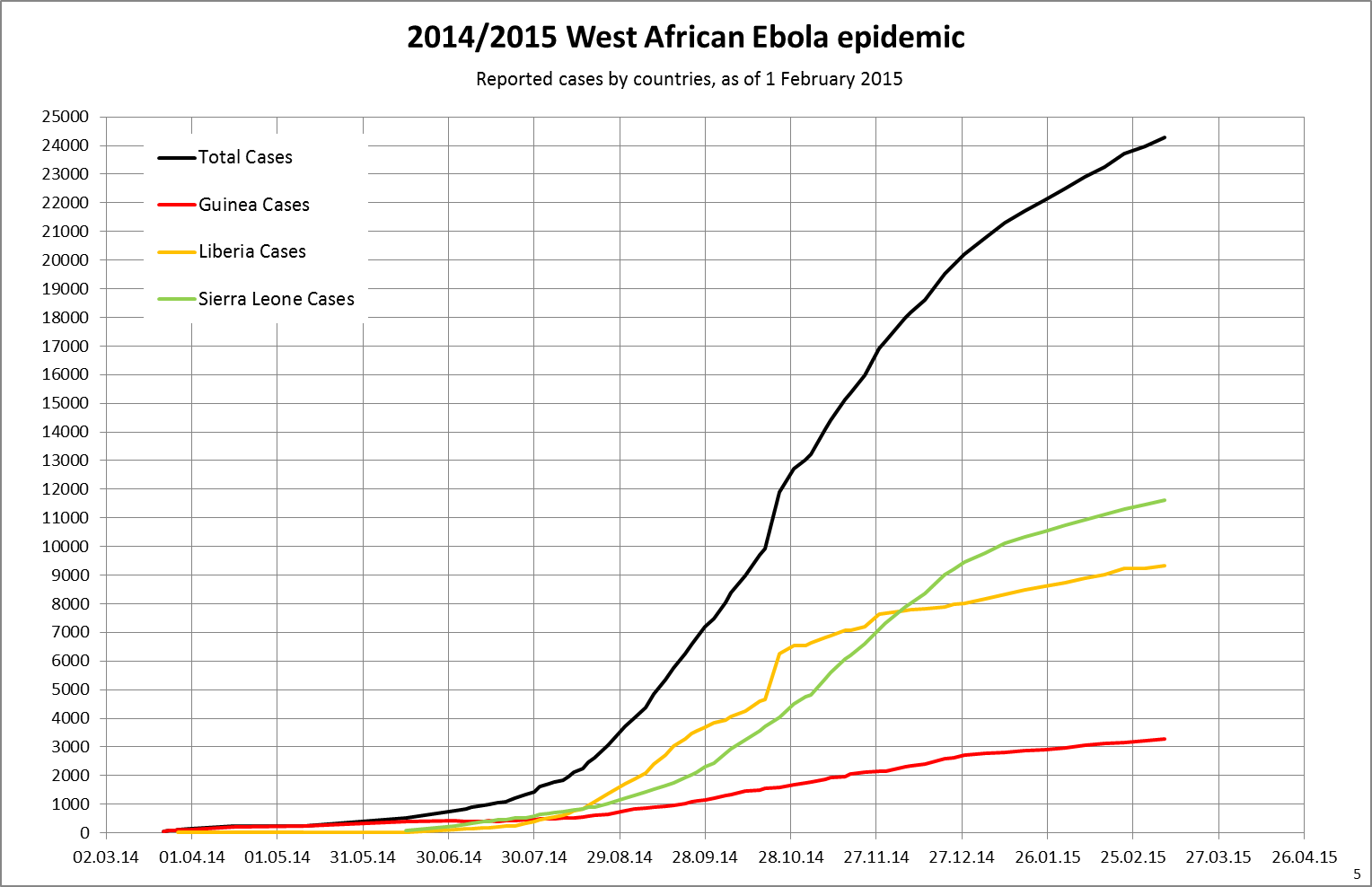
선형 눈금으로 그린 나라별 감염자 누적 그래프. 붉은색이 기니, 노란색이 라이베리아, 녹색이 시에라리온, 검은색이 총계.
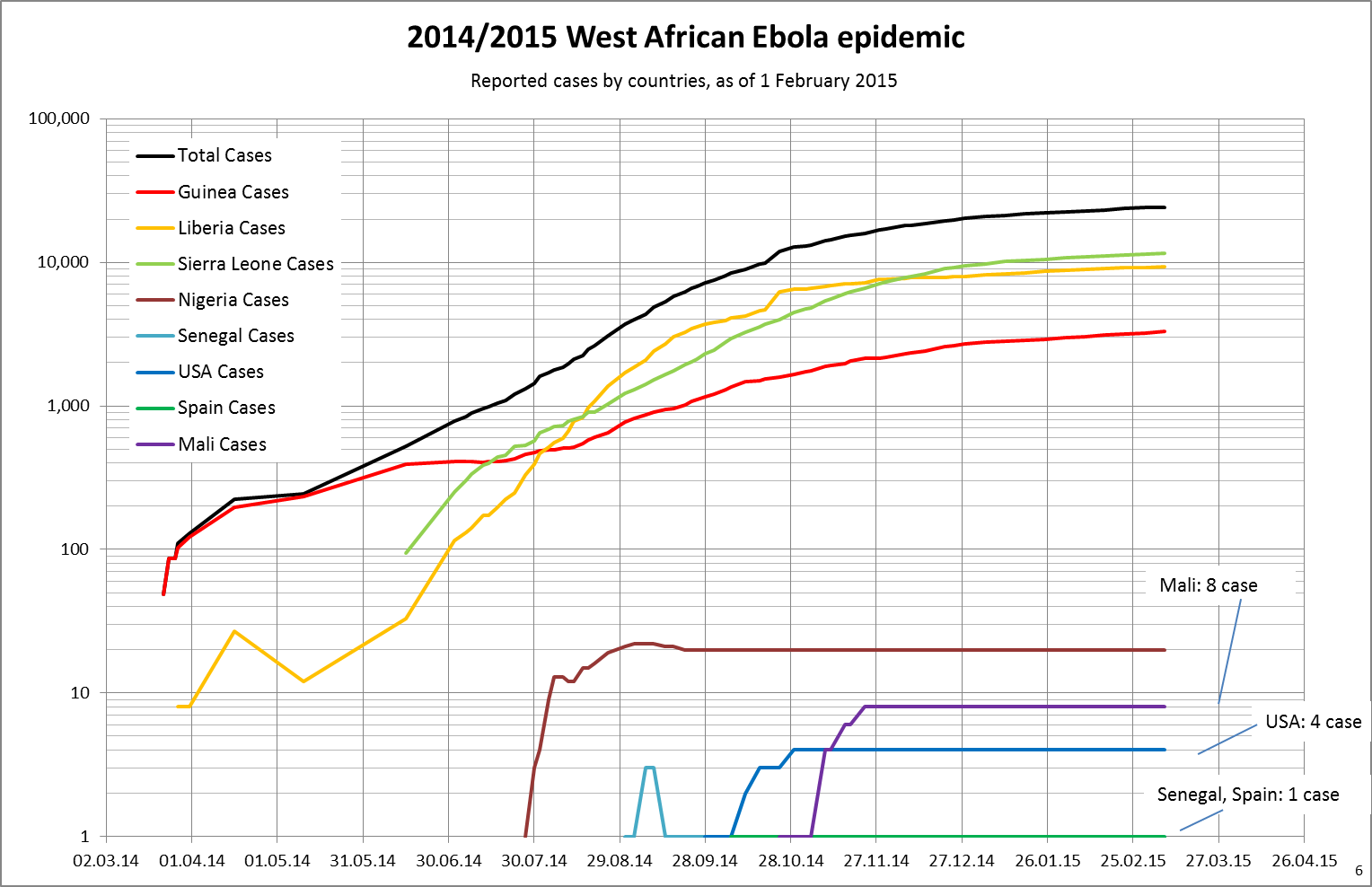
대수 눈금으로 그린 나라별 감염자 누적 그래프. 갈색이 나이지리아, 청록색이 세네갈, 파란색이 미국, 옥색이 에스파냐, 보라색이 말리.
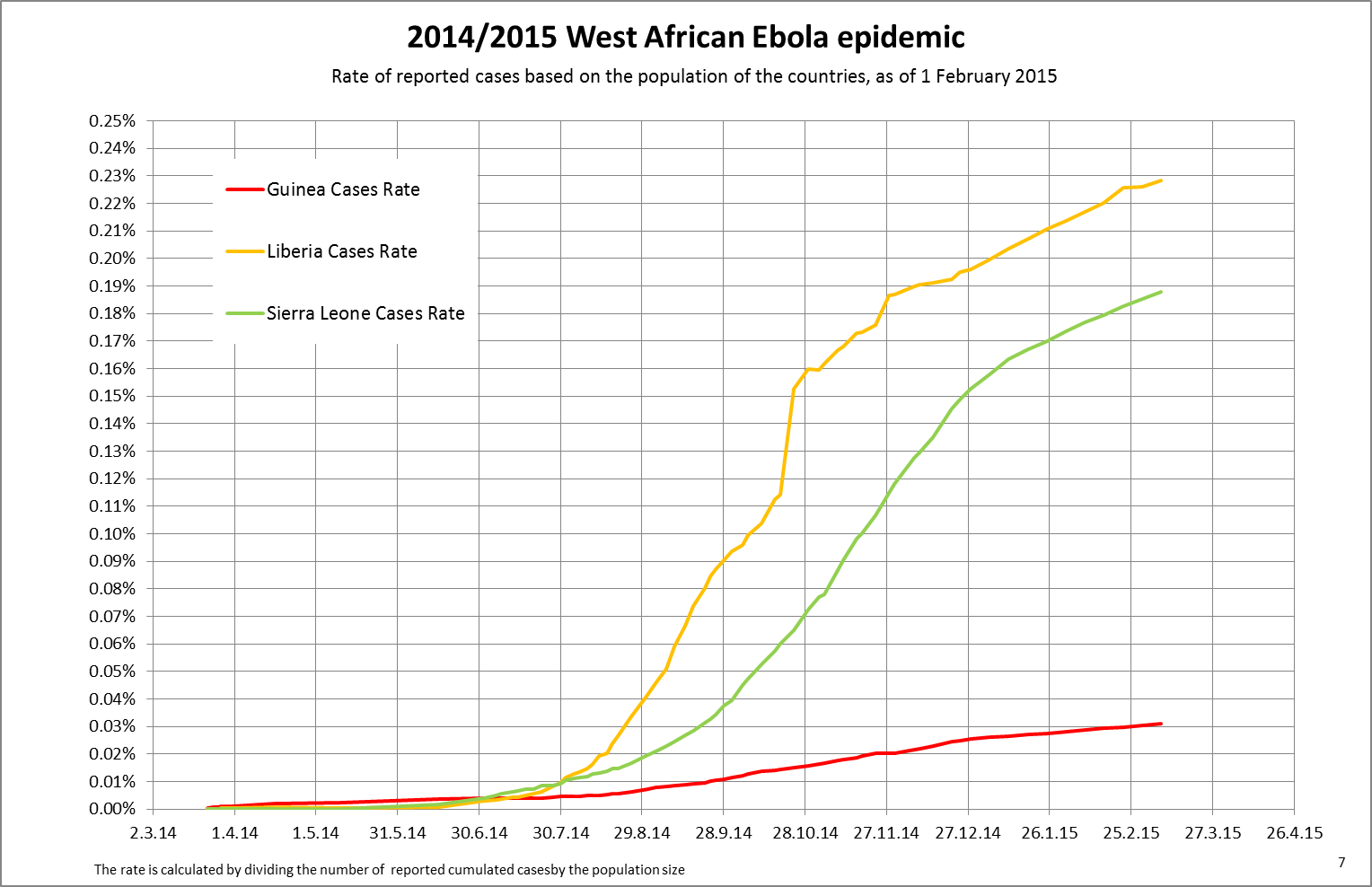
선형 눈금으로 그린 인구당 감염자 발생률
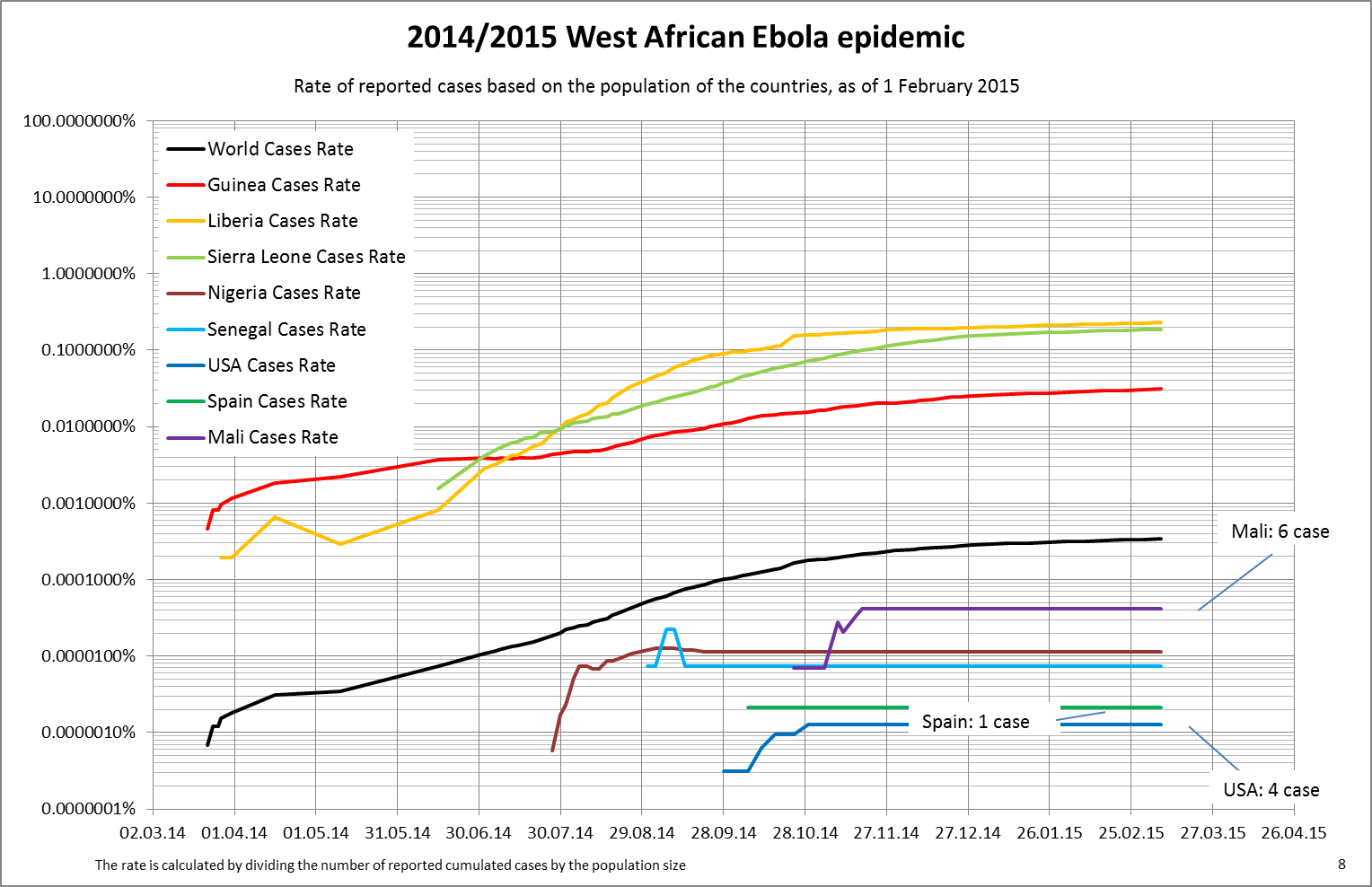
대수 눈금으로 그린 인구당 감염자 발생률
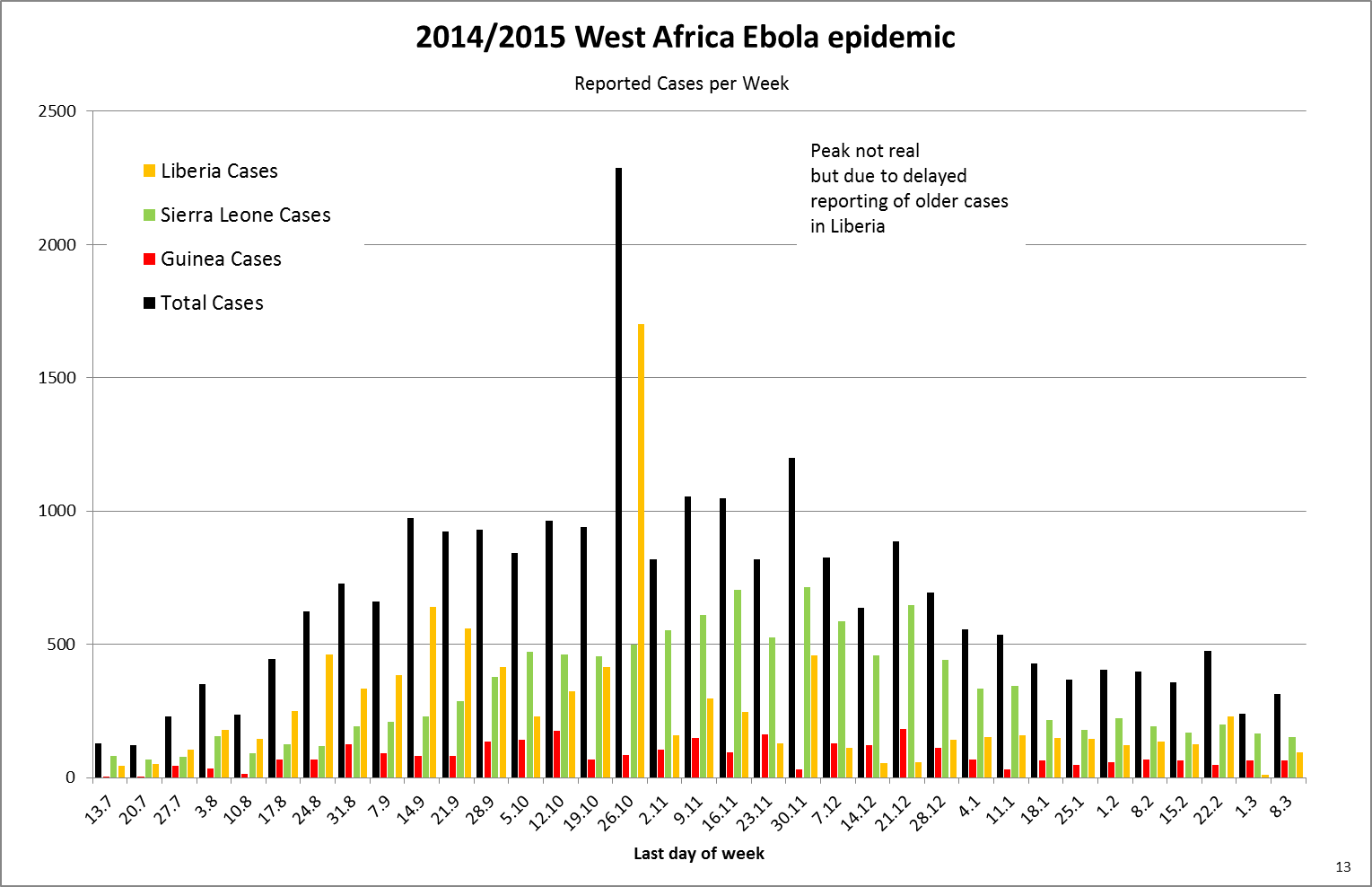
주간 감염자 그래프. 주요 감염 3국 및 총계만 나타냄.

## 표
비고:
- "일자"란 해당 출처 자료 기준 "현재(as of)"를 의미함. 한 개의 출처가 여러 개의 "현재" 상황을 포함할 수 있음.
- 총 감염자 및 사망자는 2014년 7월 1일 이전까지만 계산됨.
- ≥ 표시가 된 숫자는 보고 진행 중으로서 변동할 수 있음

## 참고 자료
1. ↑  “Disease Outbreak News (DONs)”. 《Global Alert and Response (GAR)》. WHO. 2015년 4월 8일에 원본 문서에서 보존된 문서. 2015년 4월 11일에 확인함.틀:Fastdelta
2. ↑  “Disease Outbreak News”. 《Regional Office for Africa》. WHO. 2015년 4월 24일에 원본 문서에서 보존된 문서. 2015년 4월 11일에 확인함.틀:Fastdelta
3. ↑  “West and Central Africa”. 《HumanitarianResponse.info》. OCHA. 2015년 4월 11일에 확인함.